# کامپانت
کامپانت (به اسپانیایی: Campanet) یک شهرستان در اسپانیا است که در Raiguer واقع شده‌است.

## خصوصیات
کامپانت ۳۴٫۶۵ کیلومترمربع مساحت و ۲٬۶۱۶ نفر جمعیت دارد.